# Ulla Elfbrink
Ulrika "Ulla" Elfbrink, född Elfstrand 21 oktober 1787 i Gävle, död 20 augusti 1844 på Mackmyra, var brukspatron på Mackmyra bruk 1835–1844.

## Biografi
Elfbrink var dotter till kommerserådet Daniel Elfstrand och Catharina (Carin) Lidman. 14 juni 1807 gifte hon sig med sin tremänning Olof Elfbrink i Gävle, som arbetat hos hennes far sedan 1788 och var kompanjon med honom sedan 1802. Olof Elfbrink förvärvade Mackmyra bruk med Valbo masugn i två omgångar 1814 respektive 1819.
När Olof Elfbrink dog 1835 tog Ulla Elfbrink över verksamheten i Mackmyra och Valbo. Hon lät i Mackmyra uppföra den lancashiresmedja som var planerad. Hon bekostade även det Elfbrinkska gravkoret (senare använt som begravningskapell) på Gävle gamla kyrkogård tillsammans med sina syskon Marie Göransson och Per Elfstrand, där den senare ritat koret, som uppfördes av arkitekt C. A. Setterberg 1842.